# Esperita
L'esperita és un mineral de plom, calci, zinc, silici i oxigen. Químicament és un silicat de plom (II), calci i zinc, de fórmula PbCa₃Zn₄(SiO₄)₄, de color blanc, una duresa de 5-5,5, una densitat de 4,25-4,42 g/cm³, cristal·litza en el sistema monoclínic. Es caracteritza per la seva fluorescència groga en il·luminar-se amb llum ultraviolada. El seu nom fa honor a Esper Signius Larsen, Jr. (1879-1961), mineralogista i petrologista nord-americà, de la Universitat Harvard, a Cambridge, Massachusetts. Fou descoberta a Franklin, Comtat de Sussex, Nova Jersey, EUA, on s'han descobert gran quantitat de minerals fluorescents.